# Kamāl al-Dīn al-Fārisī
Kamāl al-Dīn al-Fārisī (in persiano کمال‌الدین فارسی‎; Tabriz, 1265 – 12 gennaio 1318) è stato un astronomo, fisico e matematico persiano.
Il suo nome completo era Kamāl al-Dīn Ḥasan ibn ʿAlī ibn Ḥasan al-Fārisī, noto anche come Abū Ḥasan Muḥammad ibn Ḥasan.. Secondo alcune fonti morì nel 1319 o nel 1320. Fu uno scienziato musulmano persiano che apportò rilevanti contributi all'astronomia, all'ottica e alla matematica, in particolare nella teoria dei numeri. 
al-Fārisī fu allievo dell'astronomo e matematico Qutb al-Din al-Shirazi, a sua volta discepolo di Naṣīr al-Dīn Ṭūsī.Secondo l'Encyclopædia Iranica, Kamāl al-Dīn fu uno dei principali studiosi persiani nel campo dell'ottica.